# 임갑수
임갑수(林甲守, 1920년 10월 22일 ~ 1981년 9월 1일)은 대한민국 독립운동가·정치인이다. 일제시기 주로 인천과 부산에서 독립운동을 하였다.

## 경력
- 경성(京城)독서구락부(일제치하 독립비밀결사) 사건으로 영등포 경찰서에 피검
- 여운형(呂運享) 선생 영도하의 독립 비밀 결사 「건국동맹」인천지구 조직책
- 건국준비위원회 인천지부 총무국장
- 조선일보 인천지사장
- 해방 후, 김규식(金奎植) 박사 영도의 「민족자주연맹」
- 중앙집행위원 겸 인천연맹조직책
- 제2대 국회의원 총선거, 부산 갑구에서 출마 중 동래 경찰서에 피검
- 제3대 국회의원 총선거, 부산 갑구에서 입후보 중 강제사퇴 당함
- 진보당 사건」으로 경남 경찰서에 피검, 6개월간 옥고
- 4․19 혁명 후, 「한국 혁신 세력 집결 촉진회」대표위원
- 진보당 중앙당 농민부장 겸 경남도당 수석부위원장
- 사회대중당 중앙당 총무위원 겸 경남도당위원장
- 통일사회당 중앙당 상임위원 겸 경남도당 조직책
- 5․16 혁명 후, 혁명재판에서 5년 징역형, 2년 8개월 후 민정 수립 특사로 출옥
- 야당단일화추진위 부의장
- 신민당 당기위 부위원장
- 제7대 국회의원(1967.7.1~1971.6.30), 부산시 동래구 출신, 신민당 소속
- 국회농림위원회 야당 간사

## 역대 선거 결과
|  | 27.80% |

|  | 0% |

|  | 53.04% |

|  | 29.96% |

## 참고 자료
- 임갑수 - 대한민국헌정회